# Ţāq-e Reẕāleh
Ţāq-e Reẕāleh (persiska: طاق رِزالِۀ مُحَمَّد آقا, طاق رضاله, Ţāq Rezāleh-ye Moḩammad Āqā) är en ort i Iran.   Den ligger i provinsen Lorestan, i den västra delen av landet, 400 km sydväst om huvudstaden Teheran. Ţāq-e Reẕāleh ligger 855 meter över havet och antalet invånare är 130.
Terrängen runt Ţāq-e Reẕāleh är huvudsakligen kuperad. Ţāq-e Reẕāleh ligger nere i en dal.Runt Ţāq-e Reẕāleh är det ganska glesbefolkat, med 28 invånare per kvadratkilometer. Närmaste större samhälle är Kolīvand, 15,5 km väster om Ţāq-e Reẕāleh. Omgivningarna runt Ţāq-e Reẕāleh är i huvudsak ett öppet busklandskap.